# Miles M.18
El Miles M.18 fue un avión utilitario civil ligero de ala baja biplaza monomotor británico de los años 30.

## Diseño y desarrollo

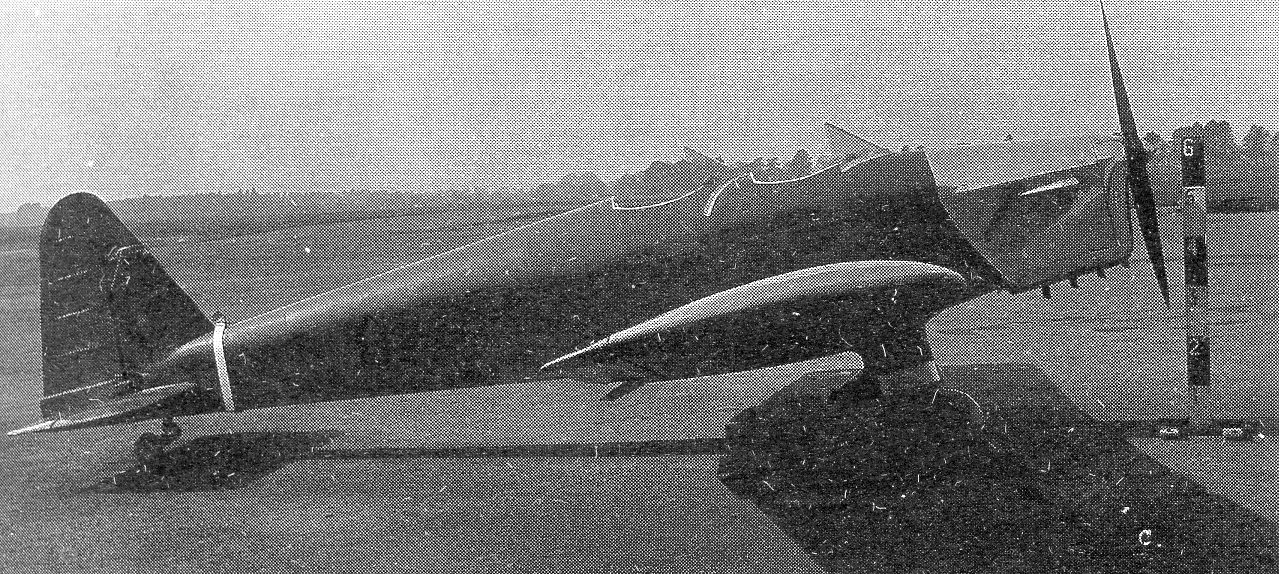
M.18 Mk 1 con la aleta en su posición original.

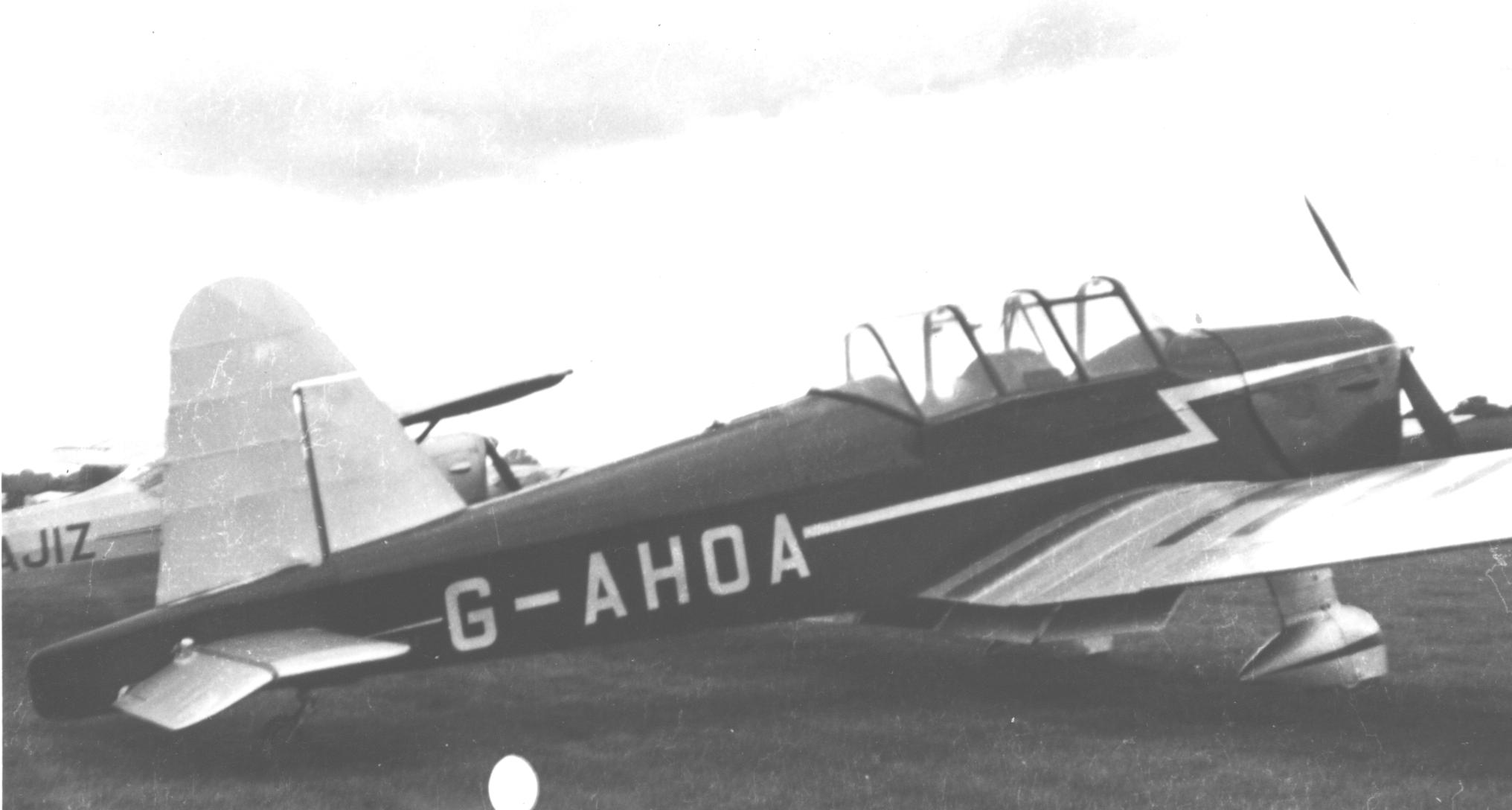
El Miles M.18 Mk.3 en el Aeropuerto de Wolverhampton (Pendeford) en 1950.

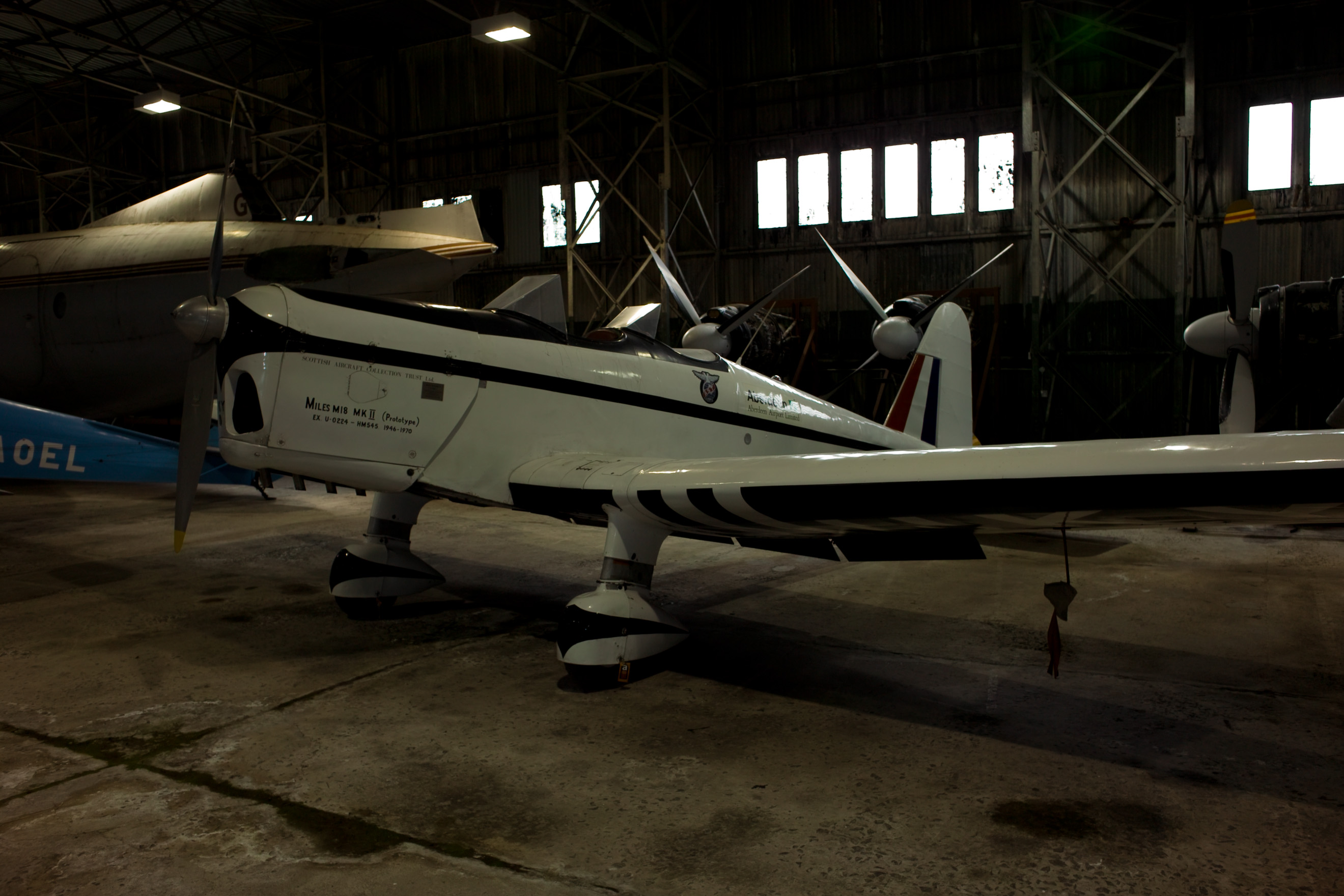
Miles M.18 G-AHKY en el National Museum of Flight, East Fortune, Escocia.

El Miles M.18 se desarrolló en tres prototipos ligeramente diferentes.
El M.18 Mk. 1 era un avión de entrenamiento biplaza en tándem, propulsado por un De Havilland Gipsy Major de 130 hp, que fue volado por primera vez el 4 de diciembre de 1938 desde el aeródromo de Woodley, cerca de Reading, por F.G. Miles. El único ejemplar G-AFRO fue convertido en monoplaza en 1941, con un tren de aterrizaje triciclo y con la aleta y el timón adelantados 56 cm. Más tarde fue revertido a una disposición con el tren de aterrizaje de rueda de cola y voló durante 1946 y 1947 con su envergadura reducida de 9,45 m a 6,71 m y con un motor Jameson FF de 110 hp instalado. Fue desguazado en diciembre de 1947.
El M.18 Mk. 2 poseía la aleta y timón adelantados 56 cm y estaba equipado con un Blackburn Cirrus Major III de 150 hp. El único ejemplar, matriculado HM545, voló por primera vez en Woodley en noviembre de 1939. Fue evaluado por el Ministerio del Aire como posible reemplazo del Miles Magister. Según los pilotos de pruebas, se manejaba mejor que el Magister, era imposible de entrar en barrena y volaba bien de noche. Sin embargo, se consideró que el Mk. 2 carecía de robustez. El modelo fue usado durante toda la Segunda Guerra Mundial como avión de comunicaciones por Miles Aircraft. Fue pasado al registro civil como G-AHKY y ganó la carrera aérea del Trofeo Goodyear en 1956 con 130 mph y la carrera aérea de la Copa del Rey en 1961 con 142 mph. Tras pertenecer a varios pilotos privados, fue retirado en 1989 y desde 1996 hasta ahora, el avión ha estado en exhibición en el National Museum of Flight en Escocia.
El M.18 Mk. 3 estaba equipado con cabinas cerradas en tándem y estaba propulsado por un Blackburn Cirrus III de 150 hp. El único avión, U-0236, voló por primera vez en Woodley en octubre de 1942. Fue usado por Miles en tareas de comunicaciones en tiempo de guerra como JN703, antes de ser vendido civilmente como G-AHOA en 1946. Tuvo dos propietarios privados antes de estrellarse en Littondale, Yorkshire, el 25 de mayo de 1950. 

## Variantes
M.18 Mk. 1
Entrenador biplaza con motor De Havilland Gipsy Major de 130 hp, uno construido.
M.18 Mk. 2
Versión modificada y motor Blackburn Cirrus Major III de 150 hp, uno construido.
M.18 Mk. 3
Versión con cabinas cerradas y motor Blackburn Cirrus III de 150 hp.

## Especificaciones (M.18 Mk. 2)
Referencia datos: Jackson, 1974

### Características generales
- Tripulación: Uno (piloto)
- Capacidad: Un pasajero
- Longitud: 7,6 m (24,8 ft)
- Envergadura: 9,5 m (31 ft)
- Peso vacío: 616 kg (1357,7 lb)
- Peso cargado: 873 kg (1924,1 lb)
- Planta motriz: 1× motor lineal invertido de 4 cilindros refrigerado por aire Blackburn Cirrus Major III.
  - Potencia: 110 kW (152 HP; 150 CV)
- Hélices: Bipala de paso fijo

### Rendimiento
- Velocidad máxima operativa (Vno): 229 km/h (142 MPH; 124 kt)
- Velocidad crucero (Vc): 190 km/h (118 MPH; 103 kt)

## Aeronaves relacionadas

### Secuencias de designación
- Secuencia M._ (interna de Miles): ← M.15 - M.16 - M.17 - M.18 - M.19 - M.20 - M.24 →